# Amata cloelia
Amata cloelia är en fjärilsart som beskrevs av Moritz Balthasar Borkhausen 1789. Amata cloelia ingår i släktet Amata och familjen björnspinnare. Inga underarter finns listade i Catalogue of Life.